# Polistes albellus

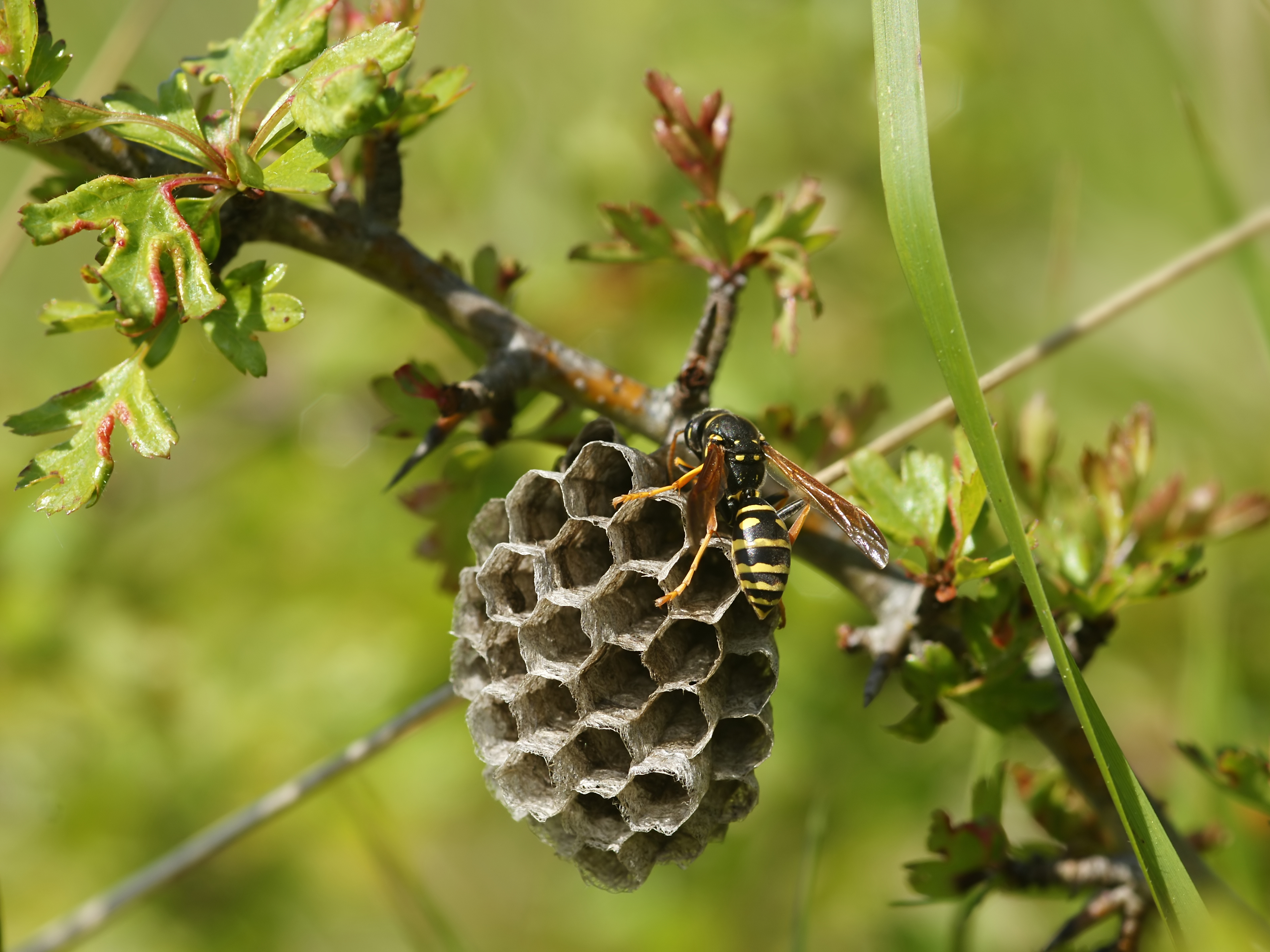
Гнездо Polistes albellus

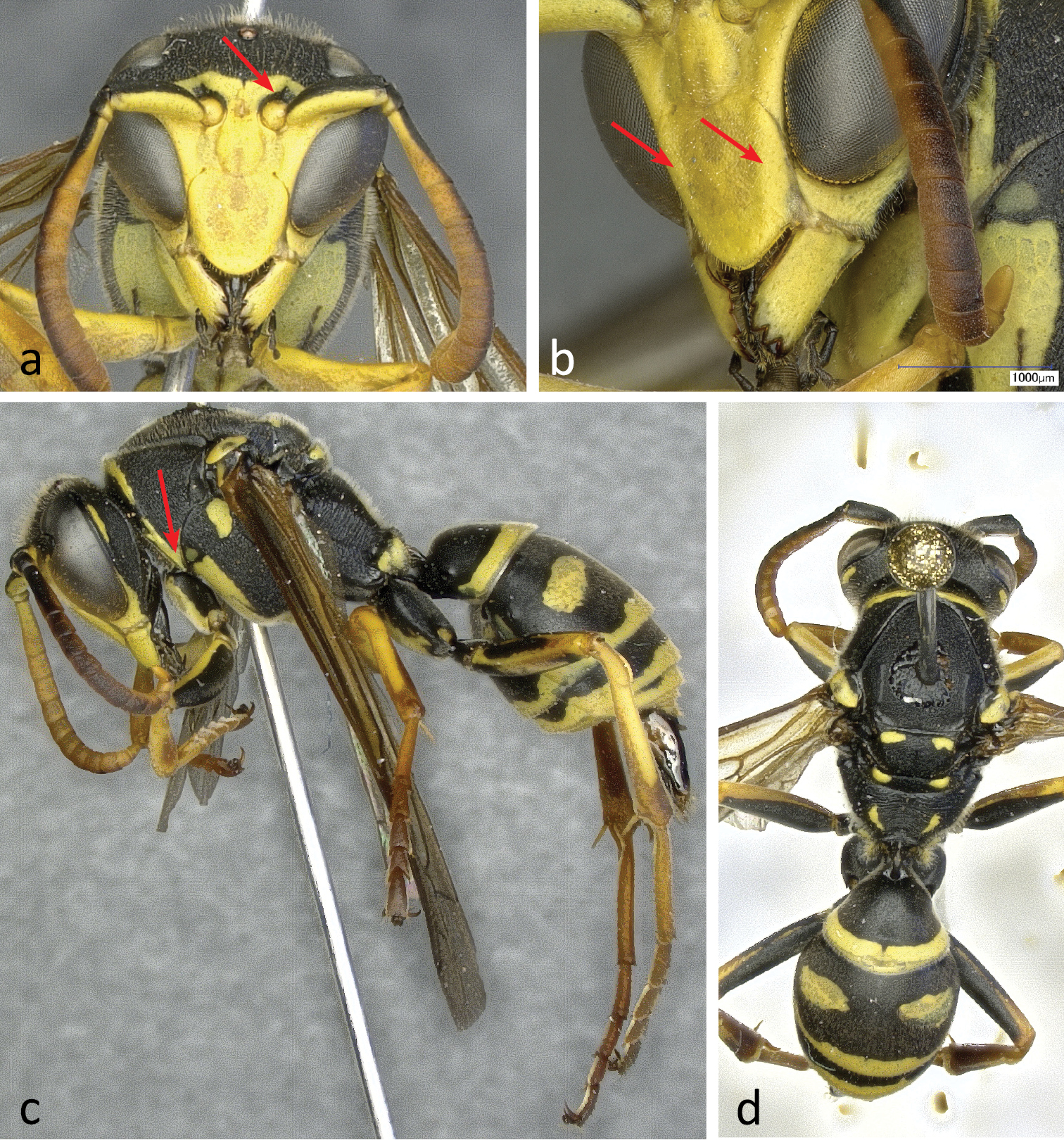
Самцы Polistes albellus

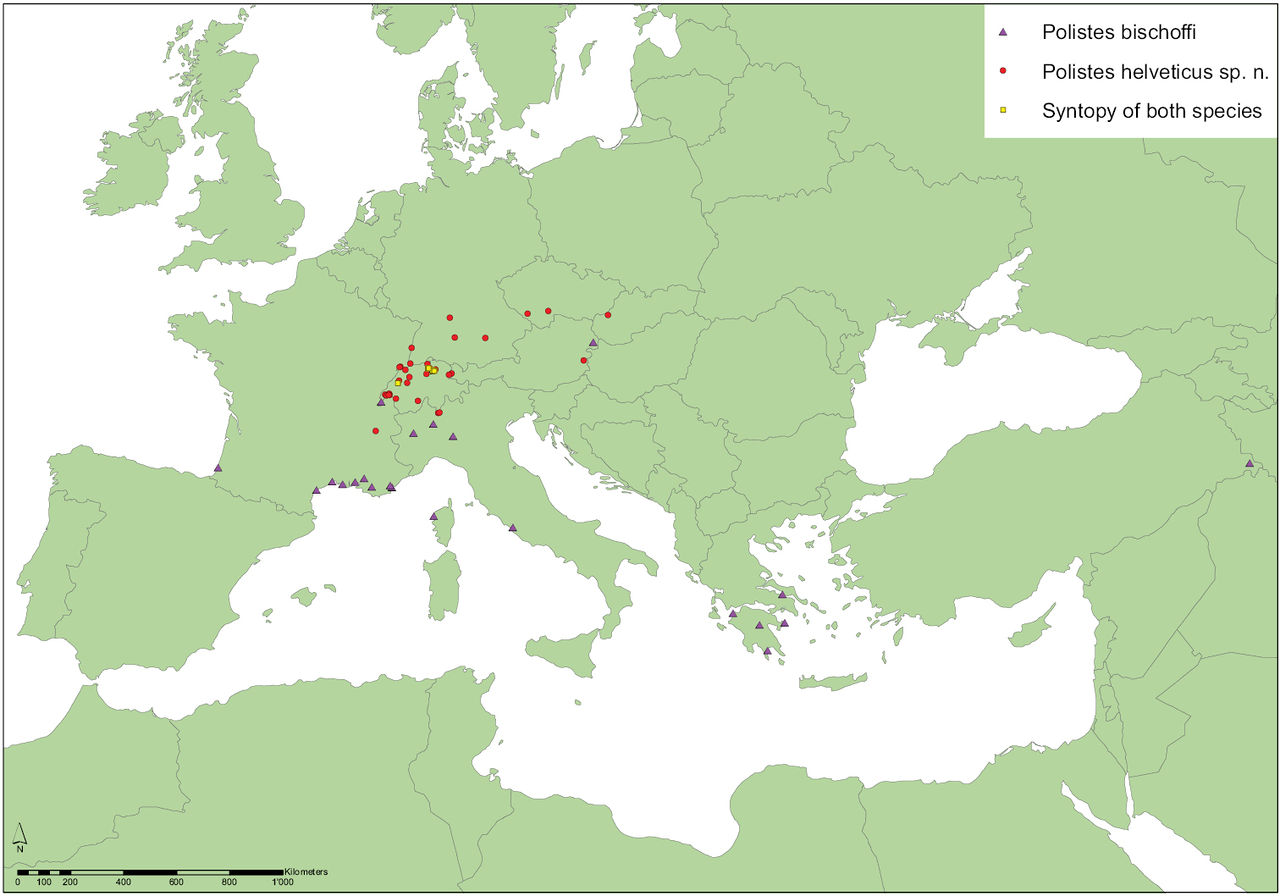
Ареал Polistes albellus (helveticus) и P. bischoffi

Polistes albellus (лат.) — вид общественных ос рода Polistes из семейства Vespidae.

## Распространение
Палеарктика: Западная Европа, Россия (Оренбургская область, Приморский край), Казахстан, Китай, Монголия.

## Описание
Длина тела самок от 9,7 до 14,1 мм, крыльев около 1 см (8,5—11,2 мм). Длина тела самцов от 9,6 до 12,4 мм, крыльев от 8,9 до 9,9 мм.
Имеет типичную для бумажных ос пёструю черно-жёлтую окраску.

## Систематика
Вид был впервые описан в 1976 году в качестве подвида Polistes foederatus albellus Giordani Soika, 1976 по материалам из Монголии. Ранее P. albellus долгое время (первые его экземпляры, хранящиеся в музейных коллекциях, датированы 1882 годом) смешивался с видом Polistes bischoffi Weyrauch, 1937 и другими европейскими видами ос-полистов (Polistes biglumis, Polistes gallicus и Polistes mongolicus). Большинство ссылок P. bischoffi из Центральной Европы относятся P. albellus. Таксон Polistes helveticus был впервые описан в 2014 году швейцарскими энтомологами Райнером Нюмейером (Rainer Neumeyer, Цюрих), Ханнесом Бауром (Hannes Baur, Abteilung Wirbellose Tiere, Naturhistorisches Museum der Burgergemeinde Bern, Берн), Гастоном-Денисом Гю (Gaston-Denis Guex, Institute of Evolutionary Biology and Environmental Studies, Field Station Dätwil, University of Zurich, Цюрих) и Христофом Працом (Christophe Praz, Evolutionary Entomology, Institute of Biology, University of Neuchatel, Neuchâtel, Швейцария). Но уже в 2015 году этот таксон был синонимизирован с Polistes albellus.
Первый раз представителей таксона нашли в 1882 году в швейцарском кантоне Bätterkinden (Berne).